# 全賢姫
全 賢姫（チョン・ヒョニ、チョン・ヒョンヒ、朝鮮語: 전현희、1964年11月4日 - ）は、大韓民国の歯科医師、弁護士、政治家。共に民主党所属の国会議員（3期）、共に民主党最高委員。
第7代国民権益委員会委員長を務めた。

## 経歴
慶尚南道統営市出身。テレサ女子高等学校、ソウル大学校歯科大学卒、延世大学校保健大学院医療法高位課程修了、高麗大学校法務大学院医療法学科修士。歯科医師国家試験合格、第38回司法試験合格、司法研修院第28期修了。外交通商部韓・チリFTA諮問弁護士、民主社会のための弁護士会の環境委員会委員および女性人権委員会委員、保健福祉部国民健康増進基金運用審議会委員、対外法律研究所所長、グリーン消費者連帯常任委員、大韓弁護士協会女性委員会委員、産業資源部貿易委員会貿易政策委員、農林部農業通商政策協議会委員、ヨルリンウリ党公職候補者資格審査委員、ソウル市建設技術審議委員会・公益事業選定委員会委員、農協中央会顧問弁護士、保健福祉部医療法改正委員会委員を歴任した。特に2003年ごろに血友病治療薬の薬害事件によるHIVに感染した患者の弁護を行った。
2008年の第18代総選挙で民主党の比例代表として初当選し、当選後は保健福祉家族委員会委員、運営委員会委員、国会議員研究団体「国民健康福祉フォーラム」代表委員、民主党共同スポークスパーソン・大学生政策支援団団長を歴任した。2014年に地方裁判所長の夫が交通事故で死去した。2016年の第20代総選挙では共に民主党の候補として、保守系が強いソウル江南区乙選挙区から立候補し、セヌリ党の金宗壎を破り2回目の当選を果たした。2017年の大統領選挙の際は文在寅陣営の職能特補団長、民主党5政策調整委員長、タクシー・相乗りタスクフォース委員長などを務めた。2020年の第21代総選挙でも共に民主党の候補として同じ選挙区から立候補したが、未来統合党の朴振に敗れて落選した。同年6月26日、大統領の文在寅により閣僚級の国民権益委員会委員長に任命された。2022年の大統領選挙で尹錫悦の当選により共に民主党は野党に転落したものの、文在寅が任命した全は辞任を表明しておらず、2022年末にSNSで任期を全うしようと示唆した。
2023年6月27日に国民権益委員会委員長を退任。退任前日の記者会見でしばらく休むと表明したが、故郷は海沿いであることに触れ、「海の娘として福島核汚染水の放流についてはどんな形でも断固反対し、日本政府は可能であれば核汚染水を固体化して、人類の共有資産である海を汚染させることは中止しなければならない。」と述べた。
なお、任期中の2020年9月には法務部長官の秋美愛の息子の兵役中の不正休暇疑惑に対する検察の捜査については「（検察を統括する法務部長官の）具体な職務との関連性がない」という有権解釈を出したため、国民の力側から委員長の全が同じ民主党の秋をかばい、有権解釈の過程に不当に介入したという疑惑を提起した。2022年にこの件および延坪島海域で発生した遊泳中の公務員が北朝鮮側からの攻撃で死亡した事件に対する有権解釈の過程に不正があった疑いにより監査院の監査を受けたが、全はその監査の手法が不適切で、「ターゲット捜査」だと考えたため、逆に監査院の幹部らを職権濫用、権利行使妨害および脅迫の疑いで高位公職者犯罪捜査処に告発した。また、2021年6月の政治家の不動産の全数調査の際、他の党派に対しては職務回避を申請したが、国民の力に対する調査だけに参加する意思を表明したため、国民の力側から批判された。
2024年の第22代総選挙では任鍾晳を抑えて党の公認を獲得し、ソウル中区・城東区甲選挙区から出馬することとなった。